# Ake (Sprache)
Die Sprache Ake (auch aike oder akye; ISO 639-3 ist aik) ist eine platoide Sprache, die in den vier Dörfern Ugah, Gweyaka, Alingani und Kiguna in Zentralnigeria im Bundesstaat Nassarawa gesprochen wird.
Die Sprache bildet mit dem eggon [ego] die homogene Gruppe der Plateau-Sprachen.